# Liechtensteinische Fussballnationalmannschaft (U-19-Junioren)
Die liechtensteinische Fussballnationalmannschaft der U-19-Junioren ist die Auswahl liechtensteinischer Fussballspieler der Altersklasse U-19. Sie repräsentiert den Liechtensteiner Fussballverband auf internationaler Ebene, beispielsweise in Freundschaftsspielen gegen die Auswahlmannschaften anderer nationaler Verbände, aber auch bei der seit 2002 in dieser Altersklasse ausgetragenen Europameisterschaft. Die Mannschaft konnte sich bisher noch nicht sportlich für die EM-Endrunde qualifizieren, war aber als Gastgeber einmal automatisch qualifiziert. Dabei wurde die Gruppenphase mit drei Niederlagen beendet. Ansonsten wurde die erste Qualifikationsrunde nie überstanden. Die beiden einzigen Siege gelangen gegen Andorra und Kasachstan.

## Teilnahme an U-19-Europameisterschaften
- 2002: nicht qualifiziert
- 2003: Gruppenphase
- 2004: nicht qualifiziert
- 2005: nicht qualifiziert
- 2006: nicht qualifiziert (als viertschlechtester Gruppendritter die Eliterunde verpasst)
- 2007: nicht qualifiziert
- 2008: nicht qualifiziert
- 2009: nicht qualifiziert
- 2010: nicht qualifiziert
- 2011:  nicht qualifiziert
- 2012:  nicht teilgenommen
- 2013: nicht teilgenommen
- 2014: nicht qualifiziert
- 2015: nicht qualifiziert
- 2016: nicht qualifiziert
- 2017: nicht qualifiziert
- 2018: nicht qualifiziert
- 2019: nicht qualifiziert
- 2020: Meisterschaft wegen COVID-19-Pandemie abgesagt (nicht teilgenommen)
- 2022: nicht teilgenommen

| Bilanz   | Bilanz | Bilanz | Bilanz | Bilanz      | Bilanz | Bilanz    | Bilanz       |
| Runde    | Spiele | Siege  | Remis  | Niederlagen | Tore   | Gegentore | Tordifferenz |
| -------- | ------ | ------ | ------ | ----------- | ------ | --------- | ------------ |
| 1. Runde | 45     | 2      | 5      | 38          | 15     | 156       | −141         |
| Endrunde | 03     | 0      | 0      | 03          | 02     | 012       | 0−10         |
| Gesamt   | 48     | 2      | 5      | 41          | 17     | 168       | −151         |